# Pachynolophus
Il pachinolofo (gen. Pachynolophus) è un mammifero perissodattilo estinto, forse appartenente ai paleoteridi. Visse nell'Eocene inferiore - superiore (circa 52 - 35 milioni di anni fa) e i suoi resti fossili sono stati ritrovati in Europa.

## Descrizione
Questo animale era di piccole dimensioni, e solitamente non superava i 50 centimetri di altezza al garrese. L'aspetto probabilmente doveva richiamare quello degli attuali cefalofi, piccole antilopi dal profilo vagamente arcuato, anche se la corporatura doveva essere più robusta. Le caratteristiche craniche e dentarie di Pachynolophus erano piuttosto primitive, e assomigliavano a quelle di altri perissodattili arcaici come Hallensia e Propachynolophus. Pachynolophus era sprovvisto del processo preglenoide caratteristico dei paleoteridi successivi, e i suoi forami orbitali non erano ancora posizionati nella caratteristica maniera degli equidi. Pachynolophus, tuttavia, possedeva alcune caratteristiche derivate, come profondi solchi che ospitavano i legamenti crociati, un ben distinto tubercolo per l'adduttore sulla parte distale del femore, e una faccetta sustentaculare a forma di J sull'astragalo. Altre caratteristiche richiamano i ceratomorfi, come la forma della fossa glenoide; la parte superiore del femore, invece, richiama quella dei calicoteri e dei lofiodontidi. La dentatura di Pachynolophus era brachidonte, con denti a corona bassa. 

## Classificazione
Il genere Pachynolophus venne descritto per la prima volta da Pomel nel 1847, sulla base di fossili ritrovati nella zona di Pass e Nanterre nell'Ile de France (Francia), risalenti all'Eocene medio. La specie tipo è P. duvali. Successivamente a questo genere sono state ascritte numerose altre specie, tutte provenienti da vari siti europei dell'Eocene. La più antica è P. eulaliensis, proveniente da Sainte-Eulalie (Francia meridionale) e risalente all'Eocene inferiore. All'Eocene medio risalgono P. boixedatensis, P. ruscassierensis, P. livinierensis e P. cesserasicus, mentre nel corso dell'Eocene superiore vissero P. lavocati, P. garimondi, P. zambranensis. 
Pachynolophus, a causa delle sue caratteristiche "miste", è stato variamente classificato tra i perissodattili arcaici: alcuni lo hanno classificato come un equoide basale, altri come un paleoteride, altri come un rappresentante di una famiglia a sé stante (Pachynolophidae). L'opinione corrente tende a considerarlo affine ai veri paleoteridi, o forse un membro aberrante di essi. La notevole longevità di questo genere è comunque insolita per una forma dalle caratteristiche tanto basali, dal momento che nel corso dell'Eocene numerosi altri perissodattili si specializzarono notevolmente in differenti morfologie.